# Manuel Vanuzzo
Manuel Vanuzzo (Dolo, 5 aprile 1975) è un cestista e allenatore di pallacanestro italiano, di ruolo ala grande della Dinamo 2000.
Capitano della Dinamo Sassari a cavallo degli anni 2010, con i biancoblù ha vinto lo storico primo scudetto, due Coppe Italia e una Supercoppa italiana. Con la Nazionale B ha vinto il bronzo ai Giochi del Mediterraneo del 2001 a Tunisi.

## Carriera
Manuel Vanuzzo ha disputato tutte le sue stagioni da cestista professionista con squadre italiane. Prima di approdare alla Dinamo Basket Sassari nel 2006, Vanuzzo ha fatto parte del roster del Patavium (1995-98), di Montecatini (1998-2001), della Pallacanestro Messina (2001-02), dell'Olimpia Milano (2002-2004) e della Cimberio Novara (2004-2006) mentre il settore giovanile l'ha svolto inizialmente con il Basket Riviera Fossò - Ve prima di approdare alla Benetton Treviso dove conquista anche il titolo nazionale juniores assieme ai vari Scarone, Marconato, Chiacig, Marcaccini, Peruzzo, ecc.
Ha esordio in Serie A il 12 settembre 1999 nell'incontro Virtus Bologna-Montecatini.
Sempre con la maglia di Montecatini ha esordito anche in Europa giocando la Coppa Korać nella stagione 2000-01.

È stato convocato per la prima volta in Nazionale per la gara contro la Lituania disputatasi il 22 novembre 2000 a Vilnius e valida per la Nations Cup.
Ha conquistato, inoltre, la medaglia di bronzo ai Giochi del Mediterraneo del 2001 con la maglia dell'Italia .
Riconquista la Lega "A" con la Dinamo Sassari nel campionato 2009-2010, vincendo la serie dei play-off 3-1 contro Veroli.

A sette anni di distanza dalla sua ultima apparizione in serie A (stagione 2003-04) con la maglia dell'allora Breil Milano, conclude la stagione ai quarti di finale dei playoff, uscendo proprio contro Milano che batte la Dinamo Sassari 3-1.

Il 19 luglio 2011 la Dinamo Sassari lo riconferma, insieme ai tre compagni di squadra Giacomo Devecchi, Brian Sacchetti e Mauro Pinton per un'altra stagione.
Il 18 luglio 2012, dopo una stagione in cui la squadra sassarese, grazie anche al suo contributo, è arrivata alle semifinali play-off, la Dinamo Sassari comunica il prolungamento di un anno del contratto (sarà la sua 7ª di fila con la formazione sarda).
Il 28 gennaio 2013 la società sassarese annuncia il prolungamento di un ulteriore anno del contratto.
Il 4 maggio 2014 raggiunge le 300 presenze in Serie A.
Il 23 luglio 2015, annuncia l'addio alla Dinamo Basket Sassari dopo 9 anni di biancoblù e si accasa alla APU Udine in Serie B. Con i friulani disputa 2 stagioni, nella prima ha subito conquistato la promozione in A2 (6,9 punti e 5,7 rimbalzi in 21,3 minuti di impiego medio), nella seconda ha contribuito alla salvezza dei friulani con 4 punti e 3 rimbalzi in 18 minuti sul parquet.
Nell'estate 2017 ritorna in Sardegna, sponda Cagliari, firmando un contratto annuale con i Pirates Accademia Basket di Sestu. La squadra non è delle migliori, la regular season termina al quartultimo posto e successivamente i pirati retrocedono dopo due match ai playout contro la Polisportiva Battipagliese.
Il 29 giugno 2018 si ritira dal basket professionistico e ritorna alla Dinamo Sassari, in qualità di allenatore delle giovanili biancoblù.
A dicembre 2019 accetta la proposta della Virtus Sassari, squadra militante nel campionato di promozione sardo, tornando a giocare per un'altra stagione.
Nel 2022, a 47 anni, torna sul Parquet con la maglia della Dinamo 2000 Sassari, in serie D.

## Palmarès
- Campionato italiano: 1

Dinamo Sassari: 2014-15
- Coppa Italia: 2

Dinamo Sassari: 2014, 2015
- Supercoppa italiana: 1

Dinamo Sassari: 2014
- Promozione in Serie A: 2

Montecatini S.C. 1999
Dinamo Sassari 2010
- Finalista Legadue: 1

Dinamo Sassari 2009
- Giochi del Mediterraneo:

 Tunisi 2001

## Statistiche personali
N.B. aggiornate al 30 giugno 2015
| Stagione        | Squadra           | Competizione         | Partite | Partite | Partite | Statistiche tiro | Statistiche tiro | Statistiche tiro | Altre statistiche | Altre statistiche | Altre statistiche | Altre statistiche | Altre statistiche |
| Stagione        | Squadra           | Competizione         | Pres.   | Titol.  | Minuti  | Tiri da 2        | Tiri da 3        | Liberi           | Rimb.             | Assist            | Rubate            | Stopp.            | Punti             |
| --------------- | ----------------- | -------------------- | ------- | ------- | ------- | ---------------- | ---------------- | ---------------- | ----------------- | ----------------- | ----------------- | ----------------- | ----------------- |
| 1997-1998       | Petrarca Padova   | Serie B d'Eccellenza |         |         |         | /                | /                | /                |                   |                   |                   |                   |                   |
| 1998-1999       | SNAI              | Serie A2             | 21      | 0       | 177     | 20/30            | 5/10             | 9/21             | 27                | 0                 | 9                 | 2                 | 64                |
| 1999-2000       | Zucchetti         | Serie A1             | 30      | 0       | 287     | 31/54            | 5/14             | 14/19            | 45                | 4                 | 15                | 4                 | 91                |
| 2000-2001       | BingoSNAI         | Serie A1             | 33      | 2       | 801     | 39/91            | 53/125           | 36/49            | 142               | 16                | 41                | 7                 | 273               |
| 2001-2002       | Pall. Messina     | Legadue              | 32      | 14      | 809     | 63/99            | 26/69            | 40/52            | 187               | 12                | 42                | 7                 | 244               |
| 2001-2002       | Pall. Messina     | Playoff Legadue      | 7       | 2       | 178     | 12/21            | 4/18             | 4/6              | 48                | 3                 | 9                 | 2                 | 40                |
| 2002-2003       | Pippo             | Serie A              | 34      | 18      | 602     | 41/81            | 20/60            | 17/22            | 112               | 11                | 26                | 8                 | 159               |
| 2003-2004       | Breil             | Serie A              | 32      | 4       | 402     | 27/62            | 10/39            | 14/18            | 82                | 2                 | 22                | 7                 | 98                |
| 2004-2005       | Cimberio          | Legadue              | 30      | 30      | 1023    | 85/156           | 61/158           | 62/84            | 195               | 27                | 61                | 21                | 415               |
| 2004-2005       | Cimberio          | Playoff Legadue      | 10      | 7       | 253     | 12/30            | 9/35             | 12/46            | 58                | 5                 | 11                | 3                 | 56                |
| 2005-2006       | Cimberio          | Legadue              | 30      | 30      | 987     | 56/117           | 49/142           | 35/47            | 198               | 29                | 55                | 12                | 294               |
| 2006-2007       | Banco di Sardegna | Legadue              | 29      | 19      | 840     | 44/76            | 37/97            | 9/15             | 152               | 27                | 39                | 12                | 208               |
| 2007-2008       | Banco di Sardegna | Legadue              | 30      | 30      | 933     | 59/115           | 54/142           | 32/41            | 181               | 30                | 48                | 14                | 312               |
| 2007-2008       | Banco di Sardegna | Playoff Legadue      | 3       | 3       | 111     | 5/10             | 5/15             | 2/4              | 23                | 5                 | 5                 | 1                 | 27                |
| 2008-2009       | Banco di Sardegna | Legadue              | 30      | 26      | 933     | 49/93            | 39/131           | 37/54            | 161               | 33                | 43                | 12                | 252               |
| 2008-2009       | Banco di Sardegna | Playoff Legadue      | 12      | 12      | 396     | 20/38            | 16/46            | 14/22            | 83                | 9                 | 20                | 4                 | 102               |
| 2009-2010       | Banco di Sardegna | Legadue              | 29      | 28      | 890     | 59/99            | 33/78            | 38/51            | 196               | 30                | 47                | 13                | 255               |
| 2009-2010       | Banco di Sardegna | Playoff Legadue      | 13      | 13      | 383     | 12/36            | 15/31            | 10/16            | 53                | 6                 | 13                | 5                 | 79                |
| 2010            | Banco di Sardegna | Coppa Italia Legadue |         |         |         | /                | /                | /                |                   |                   |                   |                   |                   |
| 2010-2011       | Dinamo Sassari    | Serie A              | 26      | 0       | 360     | 17/32            | 28/80            | 12/12            | 58                | 8                 | 17                | 3                 | 130               |
| 2010-2011       | Dinamo Sassari    | Playoff Serie A      | 4       | 0       | 65      | 3/5              | 4/13             | 0/0              | 5                 | 0                 | 0                 | 0                 | 18                |
| 2011-2012       | Banco di Sardegna | Serie A              | 29      | 1       | 485     | 25/48            | 32/82            | 6/10             | 65                | 11                | 13                | 7                 | 152               |
| 2011-2012       | Banco di Sardegna | Playoff Serie A      | 6       | 0       | 127     | 3/8              | 10/21            | 1/2              | 16                | 0                 | 1                 | 2                 | 37                |
| 2012            | Banco di Sardegna | Coppa Italia         | 1       | 0       | 8       | 1/2              | 0/1              | 0/0              | 0                 | 0                 | 0                 | 0                 | 2                 |
| 2012-2013       | Banco di Sardegna | Serie A              | 27      | 2       | 420     | 17/32            | 38/98            | 12/20            | 75                | 10                | 12                | 4                 | 160               |
| 2012-2013       | Banco di Sardegna | Playoff Serie A      | 7       | 6       | 154     | 5/8              | 9/20             | 1/1              | 24                | 3                 | 3                 | 4                 | 38                |
| 2012-2013       | Banco di Sardegna | Eurocup              | 6       | 0       | 81      | 3/5              | 1/9              | 1/1              | 10                | 1                 | 1                 | 0                 | 10                |
| 2013            | Banco di Sardegna | Coppa Italia         | 0       | 0       | 0       | 0/0              | 0/0              | 0/0              | 0                 | 0                 | 0                 | 0                 | 0                 |
| 2013-2014       | Banco di Sardegna | Serie A              | 29      | 0       | 322     | 10/23            | 28/61            | 5/8              | 52                | 8                 | 12                | 3                 | 109               |
| 2013-2014       | Banco di Sardegna | Playoff Serie A      | 6       | 0       | 34      | 0/0              | 2/11             | 1/2              | 3                 | 0                 | 3                 | 1                 | 7                 |
| 2014            | Banco di Sardegna | Coppa Italia         | 6       | 0       | 34      | 0/0              | 2/11             | 1/2              | 3                 | 0                 | 3                 | 1                 | 7                 |
| 2013-2014       | Banco di Sardegna | Eurocup              | 17      | 0       | 214     | 4/12             | 20/48            | 6/9              | 28                | 8                 | 6                 | 2                 | 74                |
| 2014-2015       | Banco di Sardegna | Serie A              | 5       | 2       | 62      | 2/4              | 2/4              | 2/2              | 10                | 2                 | 1                 | 1                 | 12                |
| 2014-2015       | Banco di Sardegna | Playoff Serie A      | 8       | 0       | 19      | 0/1              | 1/4              | 0/0              | 3                 | 1                 | 1                 | 0                 | 3                 |
| 2014            | Banco di Sardegna | Supercoppa italiana  | 0       | 0       | 0       | 0/0              | 0/0              | 0/0              | 0                 | 0                 | 0                 | 0                 | 0                 |
| 2014-2015       | Banco di Sardegna | Eurolega             | 5       | 0       | 23      | 0/0              | 0/2              | 0/0              | 3                 | 0                 | 1                 | 0                 | 0                 |
| 2014-2015       | Banco di Sardegna | Eurocup              | 4       | 3       | 61      | 2/3              | 3/12             | 0/0              | 11                | 1                 | 0                 | 0                 | 13                |
| 2015            | Banco di Sardegna | Coppa Italia         | 0       | 0       | 0       | 0/0              | 0/0              | 0/0              | 0                 | 0                 | 0                 | 0                 | 0                 |
| Totale carriera | Totale carriera   | Totale carriera      | 590     | 254     | 12.529  | 730/1.399        | 626/1.694        | 434/639          | 2.320             | 302               | 582               | 163               | 3.762             |